# Карім Адеємі
Карім Давід Адеємі (нім. Karim David Adeyemi, нар. 18 січня 2002, Мюнхен, Німеччина) — німецький футболіст нігерійсько-румунського походження, нападник дортмундської «Боруссії».

## Клубна кар'єра
Карім народився в Німеччині, в сім'ї нігерійця і румунки. Розпочав займатись футболом на батьківщині у клубів «Форстенрід», «Баварія» та «Унтергахінг», а 2018 року перейшов до австрійського «Ред Булла» (Зальцбург). Для отримання ігрової практики він почав виступати за фарм-клуб останнього «Ліферінг», зігравши за два роки 35 матчів чемпіонату, в яких забив 15 голів.
20 лютого 2020 року в поєдинку Ліги Європи проти франкфуртського «Айнтрахта» Карім дебютував за основний склад «Ред Булла».

## Міжнародна кар'єра
У 2019 року в складі юнацької збірної Німеччини до 17 років Адеємі взяв участь в юнацькому чемпіонаті Європи в Ірландії. На турнірі він зіграв в матчах проти команд Іспанії і Австрії, але німці не вийшли з групи.
Згодом з молодіжною збірною Німеччини поїхав на молодіжний чемпіонат Європи 2021 року в Угорщині та Словенії, де зіграв у трьох матчах і здобув з командою золоті нагороди після перемоги у фіналі з рахунком 1:0 над збірною Португалії.
5 вересня 2021 року Карім Адеємі дебютував за національну збірну Німеччини в матчі проти збірної Вірменії і відзначився першим голом за «Бундестім» на 90+1 хвилині.

## Досягнення

### Клубні
- Чемпіон Австрії (3):

«Ред Булл»: 2019/20, 2020/21, 2021/22
- Володар Кубка Австрії (3):

«Ред Булл»: 2019/20, 2020/21, 2021/22

### Особисті
- Найкращий бомбардир чемпіонату Австрії (1): 2021/22 (19 голів)

### Збірна
- Молодіжний чемпіон Європи: 2021
- Золота медаль Фріца Вальтера (U17): 2019[8]